# Opatov (powiat Igława)
Opatov – miejscowość i gmina (obec) w Czechach, w kraju Wysoczyna, w powiecie Igława. W 2022 roku liczyła 199 mieszkańców.